# 人道远征
人道远征，又称纸片轰炸，是中国抗日战争期间由中华民国空军发起的一次针对日本本土的心理战行动。行动由时任空军第二大队十四中队队长徐煥昇和第八大队十九中队副队长佟彦博主持，1938年5月19日开始实施，次日凌晨飞经日本熊本、福冈、长崎等地，抛洒上百万张反战传单。此次行动是日本本土领空首次受到外国军机空袭，甚至早于美军实施的杜立特空袭。经过媒体广泛报道，此次行动在中国国内引起了巨大反响:136-138，但对日本的影响则十分有限:265。

## 行动背景
在卢沟桥事变之前的1936年年底，受到外籍军事顾问的影响，国民政府军事委员会参谋本部在1937年度《国防作战计划》中即要求空军具备使用重型轰炸机对日本进行战略轰炸的能力，以期减少日本空军对中国海空军的威胁。攻击目标包括日本佐世保、横须贺等军事基地，东京、大阪等大城市及台湾、满洲国和關東州日军基地。为此，国民政府航空委员会将空军第八大队具备轰炸日本能力的意大利萨伏亚S.72和美国马丁139WC飞行员集中至南昌青云谱机场，此后在上海和杭州展开各项飞行训练。但由于抗日战争爆发，为争夺战时制空权，支援地面部队，轰炸日本的计划没有实施。1937年10月，由苏联援助的6架TB-3轰炸机抵达中国，但其中两架在吉安机场被日军炸毁。出于保存实力的原因，TB-3轰炸机向西飞至兰州，此后并未承担轰炸任务:132-133。
至1938年，国民政府再次提及轰炸日本的计划。此时，萨伏亚S.72发生了数次空中特情，导致可用于远程轰炸的飞机仅剩下马丁139WC。国民政府此时本想让外籍飞行员组成的原第2大队第14中队（此时称“国际第14队”）承担轰炸任务，但外籍飞行员借口任务危险，对该次任务索價10万美元，因而航空委员会决定改由中方飞行员执行该次任务。蒋中正专机飞行员徐煥昇主动请缨要求负责组建远征队获得同意，并被授予14队队长职务。徐煥昇通过假空袭警报将14队所属的马丁139WC从汉口王家墩机场调往成都凤凰山机场，此后获取了这批飞机的控制权，并开始着手制定轰炸计划。考虑到飞机数量有限，轰炸战果难以保证，轰炸任务被改为向日本抛撒传单以宣传中国抗战意志，同时鼓舞因徐州会战战败而低迷的中国抗战斗志:133-134。时任航空委员会秘书长宋美龄称此次行动为“人道远征”。

## 行动准备

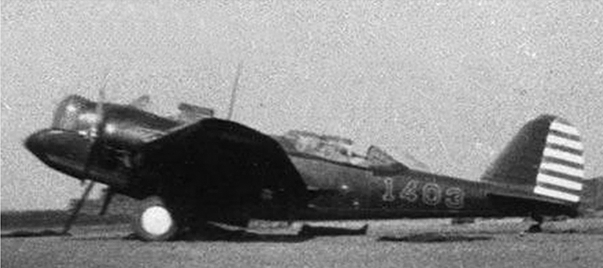
马丁139WC（1403号机）

中华民国空军于1938年3月重新制定《空军对敌国内地袭击计划》，计划以宁波、衢州为出发地，轰炸目标为日本佐世保军港和八幡市，陆上航线途径汉口、南昌、衢州、宁波。为保证此次飞行，航空委员会密令宁波、衢州两地修复因日军轰炸毁坏的机场，同时加强地面导航站，向航路沿线的汉口、南昌、衢州、宁波及备用的长沙、丽水、温州派出通信员，并要求各地长波电台为无线电定向做好准备。为实施保密通信，吴积冲、陈光斗编制了电文密码。马丁139WC也进行了改装，加大了油箱体积，同时从容克斯Ju-52运输机拆卸电话定向仪加装到马丁轰炸机内。为观测东海洋面气候变化，徐煥昇从汉口飞抵宁波，从前线直接观察，获得第一手资料:134-135。

### 机组成员
参与人道远征的机组成员共8人，其中包括从第8大队第19中队抽调的佟彦博等中央航校3期飞行员以及蒋绍禹等中央航校4期飞行员。此外，还有安锡九、陳衣凡驾驶空军仅存的He-111A0轰炸机承担后勤运输任务:134-135。这些队员组成新编空军第14队，又名“神鹰部队”，徐煥昇、佟彦博分任正、副队长。蒋中正和航空委员会秘书长宋美龄亲赴机组成员受训的武昌南湖机场，勉励队员为国奉献:72。
| 编号 | 机型      | 正驾驶 | 副驾驶 | 领航   | 通信员 |
| ---- | --------- | ------ | ------ | ------ | ------ |
| 1403 | 马丁139WC | 徐煥昇 | 苏光华 | 刘荣光 | 吴积冲 |
| 1404 | 马丁139WC | 佟彦博 | 蒋绍禹 | 雷天眷 | 陳光斗 |
| 1902 | He-111A0  | 安锡九 | 陳衣凡 |        |        |

### 传单
人道远征所使用的传单由革命军事委员会政治部负责编写，具体由第三厅厅长郭沫若负责编写，日本反战作家鹿地亘翻译为日文，其中包括《告日本国民书》、《告日本工人书》、《告日本农民大众书》、《告日本工商者书》等内容。除此之外，还有日本反战同盟撰写的《反战同盟告日本士兵书》，所有传单共计200万份。

## 行动过程

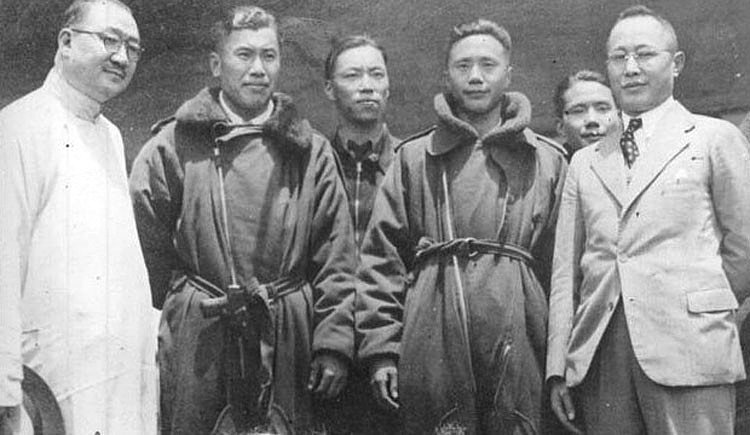
孔祥熙與何應欽接见机组成员

1938年5月19日下午14:00，徐煥昇从宁波前沿基地向航空委员会发送电报，请求开始执行空袭任务。2架马丁139WC在装载传单后，于15:23从汉口王家墩机场起飞，避开长江沿岸日军占领区，途经南昌、衢縣，于17:55在宁波栎社机场降落。当晚23:30，两机自宁波起飞:133-134。起飞后，由通信员吴积冲发出电文：
職謹率全體出征人員，向最高領袖蔣委員長及諸位長官行最敬禮，以示參與此項工作之榮幸，並誓各以犧牲決心，盡最大努力，完成此非常之使命。徐煥昇 皓
起飞后，飞机先向南飞行以避开日军占领的舟山群岛。途中，飞机曾在定海上空遭遇日军舰艇探照灯照射，但日军并无进一步行动。此后，机组依靠宁波地面电台的长波信号确定飞行角度，向日本九州方向飞行，同时根据上海徐家汇电台广播的天气预报判断天气。次日0:35，机组在云层中盲目飞行，一小时后飞行至云层以上。2:20，飞机飞临九州空域，至长崎市上空，吴积冲、陈光斗开始从飞机射击孔向下抛撒传单。飞机途径福冈市，此时日本方面已发现机组，故地面实施灯火管制，飞机遭到探照灯照射及高射炮袭击，但未受损。在飞行途中，吴积冲误触后座操纵杆导致长机降低飞行高度，当飞机降低到危险高度时徐煥昇方才发现，但此时长机已落在僚机之后。在此之后，机组飞临久留米、佐贺洒下传单:74，4:00离开九州岛返航，但在靠近陆地时遭遇恶劣天气，且两机无法呼叫彼此，只能单独行动。由于地面告知浙江沿海有日军军机起飞，两机只得绕行。僚机飞经宁波，于8:40在江西玉山机场降落，而长机则飞经临海，于9:24在南昌青云谱机场降落。两机在完成加油等补给后重新起飞，于11:30返回汉口王家墩机场:136-137。行政院长孔祥熙、军政部长何应钦、八路军驻武汉办事处代表周恩来等人及数千市民到机场迎接，8位机组成员受到热烈欢迎。

## 反响
在机组尚处于返航途中时，20日4:52、5:50，漢口、长沙电台先后播出中国空军远征日本的消息。《中央日报》社论认为，此次行动所体现的仁爱和平的美德与日军在中国的所作所为形成对比。《大公报》于5月21日刊发此消息，并在头版发表社论:75-76。《抗战》三日刊于5月23日刊出邹韬奋撰写的《空军远征日本与新的抗战力量》评论。英国《新闻记事报》于5月20日刊发题为《胜于炸弹》的评论，称此次行动就唤起日本民众而言意义重大，美国《华盛顿邮报》和苏联《莫斯科新闻》亦赞扬了此次行动。在二战后期，美国《生活》杂志因此次行动将徐煥昇列入世界12位功勋飞行员之一:137-138。
行动对日本的影响则十分有限。日本保安部门收缴了投放的传单，经过王子制纸化验，纸片不在日本本土生产。日本《朝日新闻》于5月21日对空袭进行了报道，10日后则误报再次发现“不明飞机”。5月31日，日本九州和山口县再次拉响防空警报，但该日中国空军并未行动:138。与此同时，5月28日至31日，此次行动的前沿阵地宁波栎社机场遭到日军连续四天轰炸，宁波市区也遭到日军轰炸。

## 后续
参与此次行动的马丁139WC飞机在行动后参与了后续的抗日战争，其中1404号机在1938年7月5日空袭上海后在安徽宿松迫降损坏，而1403号机在执行往北平投掷传单任务途中，在洛阳降落时损坏。此后两机经拆卸转运至四川并使用其他部件修复，仅作为训练使用，但在日军空袭中损失一架，另一架被封存，此后不知所踪，部分构件在1945年曾作为教学器材使用:141:77。参与行动的8名机组成员中，4名在后续的抗战中因飞机失事殉职。其中苏光华于1940年12月11日在使用高压氧气时受伤不治，吴积冲于1942年3月10日在从浙江衢县返航时在涪陵西的山中失事坠毁，雷天眷于1942年11月1日在降落兰州时因机场停电、灯光不足而失事殉职，佟彦博則于1943年1月4日在四川飞行时在新繁境内坠机身亡。其余四人中，徐煥昇升至上将，历任中华民国空军参谋长、空军副总司令、空軍总司令和中华航空董事长；蒋绍禹升至中将，曾任中华民国国防部常务次长；陈光斗升至中将，曾任中华民国国防部通信电子局局长，於2018年逝世，享年104岁，为行动参与者中最长寿者；刘荣光战后移至美国定居:77-78。

## 相关作品
日本漫画家宫崎骏曾在其作品《宮崎駿的雜想筆記》第六话《九州上空的重轰炸机》中描绘了此次行动的过程。